# Shining (miniserie televisiva)
Shining (The Shining) è una miniserie televisiva in sei puntate della durata di 45 minuti (tre puntate da 90 minuti nella versione originale) basata sul romanzo Shining, che racconta le vicende di una famiglia il cui padre è guardiano invernale dell'Overlook Hotel. Adattata per la televisione da Stephen King e diretto da Mick Garris, fu trasmessa per la prima volta nel 1997.
Stephen King appare inoltre in un piccolo cameo durante la festa nella sala da ballo, interpretando il direttore d'orchestra con lo smoking bianco.
Rispetto al celebre film di Stanley Kubrick questa versione è più fedele al romanzo.

## Trama
Jack Torrance (Steven Weber), insegnante di letteratura inglese in una scuola superiore a Stovington, perde il posto per colpa dell'alcolismo che lo rende incapace di autocontrollo. L'uomo è anche sul punto di perdere la sua famiglia, dopo aver attaccato suo figlio Danny in un momento di follia.
Ora, puntando ad una vita sobria e felice, Jack si trasferisce con la sua famiglia in un grande albergo sulle montagne rocciose del Colorado (l'Overlook Hotel), nel periodo invernale, per lavorare come custode della struttura che altrimenti potrebbe subire molti danni durante il rigido inverno, posto in una pittoresca valle tra le rocce che offre uno splendido panorama delle vicine montagne. Con la speranza di diventare uno scrittore di successo, Jack accetta il lavoro. Nell'albergo Danny incontra il cuoco, Dick Halloran, dal quale scopre che i suoi poteri psichici gli conferiscono una forma di telepatia. Halloran dice a Danny che anche lui ha la luccicanza (cioè lo shining) e che può contattarlo telepaticamente se avrà bisogno del suo aiuto. Diventa gradualmente evidente che i fantasmi dell'albergo sono tutt'altro che figurativi e pacifici. C'è una forza nell'edificio che sembra voler usare Danny per un possibile scopo sinistro. Questa forza si manifesta con lampade tremolanti e una voce spettrale. Danny è il primo ad accorgersi di questa oscura presenza avendo visioni e avvertimenti che la misteriosa figura incontrerà lui e i suoi genitori durante l'inverno. In modo da raggiungere il loro obiettivo, le presenze maligne dell'albergo arrivano a possedere il padre di Danny, Jack. Verso la fine del film Danny comunica telepaticamente con Jack e lo incoraggia a liberarsi dai fantasmi dell'albergo. Jack riesce a liberarsi e si sacrifica per distruggere l'albergo. Danny, Wendy e Halloran (che Danny aveva contattato telepaticamente) fuggono verso la salvezza. Dieci anni dopo si vede Danny con sua madre e con Dick mentre sta per ritirare il diploma. Poco dopo averlo preso Danny vede suo padre Jack. Nell'ultima scena del film si vedono le macerie dell'Overlook Hotel e un'insegna che indica che verranno avviati dei lavori per ricostruire l'albergo.

## Ispirazioni
La creazione di questa miniserie è dovuta all'insoddisfazione di Stephen King verso l'omonimo film di Stanley Kubrick. In modo da ottenere l'approvazione di Kubrick per riadattare Shining ad un programma più vicino alla storia originale, King dovette accettare per iscritto di astenersi dalle sue critiche del film di Kubrick, salvo per il suo commento riguardante l'interpretazione di Jack Nicholson del personaggio di Jack Torrance. A parte il motivo dietro alla creazione di questa miniserie, la versione del 1997 fu ambientata allo Stanley Hotel. King usò l'hotel che lo ispirò a scrivere il libro per la parte esterna e per la progettazione dei set interni. Le scene furono girate all'interno; tuttavia, parti specifiche di arredamento del set furono usate per migliorare il vecchio stile dell'edificio.

## Produzione
Il casting durò non poco, dal momento che molti attori rifiutarono la parte di Jack Torrance per via di possibili paragoni con Jack Nicholson. Gary Sinise, fresco di nomination agli Oscar, venne optato per la parte. Alla fine venne scelto Steven Weber su suggerimento di Rebecca De Mornay. La stessa De Mornay venne scelta da Stephen King.
Le riprese iniziarono nel marzo del 1996, durante il rigido inverno del Colorado che fu molto nevoso. Dal momento che lo Stanley Hotel ha fama di essere un albergo infestato, i membri della troupe, compresi attori e produttori asserirono di esperienze paranormali avvenute durante le riprese.

## Riconoscimenti
- 1997 – Premio Emmy
  - Miglior trucco prostetico per una serie, miniserie, film o speciale per Bill Corso, Douglas Noe, Tracey Levy Ve Neill...[1]
  - Miglior montaggio sonoro per una miniserie, film o speciale per Thomas DeGorter, Peter Bergren, Kenneth L. Johnson, Brian Thomas Nist...[2]
  - Candidatura alla miglior miniserie per Stephen King, Mark Carliner ed Elliot Friedgen
- 1998 – Saturn Award
  - Miglior telefilm
  - Miglior attore televisivo per Steven Weber